# Sisyrinchium dichotomum
Sisyrinchium dichotomum är en irisväxtart som beskrevs av Eugene Pintard Bicknell. Sisyrinchium dichotomum ingår i släktet gräsliljor, och familjen irisväxter. Inga underarter finns listade i Catalogue of Life.